# Serafim Fernandes de Araújo
Serafim Fernandes de Araújo (Minas Novas, 13 augustus 1924 – Belo Horizonte, 8 oktober 2019) was een Braziliaans geestelijke en een kardinaal van de Rooms-Katholieke Kerk.
Fernandes de Araújo studeerde aan het seminarie van Diamantina in Belo Horizonte katholieke theologie en filosofie. In Rome was hij van 1949 tot 1951 seminarist aan de Pauselijke Universiteit Gregoriana. Hij promoveerde zowel in de theologie als in het canoniek recht. Op 12 maart 1949 ontving hij in Rome de priesterwijding van bisschop Luigi Traglia. In 1951 keerde hij terug naar Brazilië. Aansluitend doceerde hij canoniek recht aan het priesterseminarie van Diamantina en diende als priester een parochie in Gouveia. Ook werkte hij in de organisatie van het bisdom voor de catechese en de opleiding van docenten.
Op 19 januari 1959 werd Fernandes de Araújo benoemd tot hulpbisschop van Belo Horizonte en tot titulair bisschop van Verinopolis. Zijn bisschopswijding vond plaats op 7 mei 1959. Hij werd op 22 november 1982 benoemd tot aartsbisschop-coadjutor van Belo Horizonte. Toen João Resende Costas op 5 februari 1986 met emeritaat ging, volgde Fernandes de Araújo hen op als aartsbisschop.
Fernandes de Araújo werd tijdens het consistorie van 21 februari 1998 kardinaal gecreëerd. Hij kreeg de rang van kardinaal-priester. Zijn titelkerk werd de San Luigi Maria Grignion de Montfort.
Fernandes de Araújo ging op 28 januari 2004 met emeritaat. Hij overleed in 2019 op 95-jarige leeftijd.
- International Standard Name Identifier: 0000 0000 4892 0034
- Library of Congress Control Number: nr98044949
- Virtual International Authority File: 36835294